# Simyra conspersa
Simyra conspersa är en fjärilsart som beskrevs av Moore 1881. Simyra conspersa ingår i släktet Simyra och familjen nattflyn. Inga underarter finns listade i Catalogue of Life.